# Чемпионат СССР по русским шашкам
Чемпионат СССР по русским шашкам среди мужчин — ежегодное соревнование по шашкам, которое проводилось в СССР с 1924 по 1991 год. Предварительно проводился полуфинал чемпионата страны, а по его итогам проводился финал. Финал чемпионата СССР был единственным соревнованием, где можно было получить гроссмейстерский балл и само звание гроссмейстера. До распада СССР был крупнейшим соревнованием по русским шашкам. Всего был проведён 51 чемпионат. До распада СССР проводились чемпионаты РСФСР, других союзных республик, а также чемпионаты Ленинграда и Москвы. Победители этих чемпионатов получали право играть в полуфиналах чемпионата СССР.

## История
Первый чемпионат страны был проведён в 1924 году. Чемпионаты проводились по круговой системе. 
Первый и второй чемпионаты проводились без часов и без записи партий, которые стали обязательны начиная с третьего чемпионата. Регламент давал 1 час на 15 ходов. Он продержался до 1972 года.
До 1945 года чемпионаты проводились нерегулярно, затем стали ежегодными.
С 1952 года чемпионат стал проводиться с четвертьфиналами, полуфиналами и финалом.
В 1961 году впервые финал чемпионата страны проводился по швейцарской системе.
В 1969 году проводился полуфинал по швейцарской системе, в котором приняли участие 70 спортсменов; в финале играли 10 шашистов по двухкруговой системе.
В 1972 году впервые была применена система микро-матчей, предложенная московским мастером Владимиром Гагариным, призванная увеличить количество результативных встреч. По этой системе соперникам предстояло определить результат встречи между ними не в одной партии, а в двух: одну партию необходимо было сыграть белыми, а вторую — чёрными, причём, за победу в микро-матче (со счётом 2-0 или 1,5-0,5) давалась одно очко, за ничью давалось пол-очка, за поражение 0 очков. 
В 1972 году полуфинал проводился по круговой системе, в финале по круговой системе впервые игрались микроматчи из двух партий с укороченным контролем времени: 1 час 10 минут на первые 35 ходов и далее 30 минут на каждые 15 ходов. С этого года финалы игрались по системе микроматчей.
В 1973 году отбор в финал проводился по итогам чемпионатов спортивных обществ, финал проводился по швейцарской системе с укороченным контролем времени.
На чемпионате 1984 года впервые была применена жеребьёвка обязательных первых ходов. С этого года финалы проводились в два этапа. На первом этапе отбирались участники второго этапа. На втором этапе определялись чемпион и призёры.

## Призёры
В таблице приведены порядковые номера Чемпионатов СССР, год и место проведения соревнования, включая дополнительные матчи, проходившие при дележе первого места, дополнительные соревнования отмечены знаком +.
Количество медалей, завоёванных каждым из призёров, указано в статье Список призёров чемпионатов СССР по русским шашкам.
| Номер турнира  | Дата    | Место проведения        | 1                                                    | 2                                                                                            | 3                                                    | Число участников                             |
| -------------- | ------- | ----------------------- | ---------------------------------------------------- | -------------------------------------------------------------------------------------------- | ---------------------------------------------------- | -------------------------------------------- |
| 1              | 1924    | Москва                  | Василий Медков                                       | Николай Кукуев                                                                               | Сергей Соколов                                       | 20 участников                                |
| 2              | 1925    | Москва                  | Василий Медков                                       | Николай Кукуев                                                                               | Михаил Иванов                                        | 26 участников                                |
| 3 + доп. матч  | 1927    | Москва                  | Владимир Бакуменко                                   | Сергей Соколов                                                                               | Леонид Потапов                                       | 20 участников                                |
| матч           | 1928    | Москва                  | Василий Медков — Владимир Бакуменко (+ 6, - 4, = 10) | Василий Медков — Владимир Бакуменко (+ 6, - 4, = 10)                                         | Василий Медков — Владимир Бакуменко (+ 6, - 4, = 10) |                                              |
| 4              | 1930    | Москва                  | Дмитрий Шебедев                                      | Игорь Тимковский                                                                             | Семён Корхов Владимир Романов                        | 18 участников                                |
| 5              | 1934    | Москва                  | Борис Блиндер Семён Натов                            | --------                                                                                     | Владимир Романов Игорь Тимковский                    | 17 участников                                |
| 6              | 1934    | Ленинград               | Игорь Тимковский                                     | Василий Соков                                                                                | Леонид Потапов                                       | 18 участников                                |
| 7              | 1938    | Киев                    | Василий Соков                                        | Израиль Блитштейн Александр Веретэ Леонид Потапов Лев Рамм Игорь Тимковский Николай Шутилкин | --------                                             | 21 участник                                  |
| 8              | 1945    | Москва                  | Исер Куперман                                        | Борис Блиндер                                                                                | Александр Веретэ Дмитрий Коршунов                    | 18 участников                                |
| 9 + доп. матч  | 1946/47 | Ленинград + Москва      | Исер Куперман                                        | Марат Коган                                                                                  | Владимир Романов Зиновий Цирик                       | 18 участников                                |
| 10             | 1947/48 | Москва                  | Исер Куперман                                        | Борис Блиндер Марат Коган                                                                    | -------                                              | 18 участников                                |
| 11             | 1949    | Москва                  | Марат Коган                                          | Зиновий Цирик                                                                                | Николай Косогов                                      | 18 участников                                |
| 12             | 1950    | Киев                    | Исер Куперман                                        | Владимир Каплан                                                                              | Марат Коган                                          | 18 участников                                |
| 13             | 1951    | Харьков                 | Зиновий Цирик                                        | Борис Блиндер Марат Коган                                                                    | -------                                              | 18 участников                                |
| 14             | 1952    | Ленинград               | Борис Блиндер                                        | Марат Коган                                                                                  | Зиновий Цирик                                        | 19 участников                                |
| 15             | 1953    | Минск                   | Юрий Митягин                                         | Владимир Романов Владимир Каплан                                                             | -------                                              | 18 участников                                |
| 16             | 1954    | Кишинёв                 | Валентин Абаулин                                     | Исер Куперман                                                                                | Николай Сретенский Владимир Каплан Евгений Тюнев     | 16 участников                                |
| 17             | 1955    | Баку                    | Зиновий Цирик                                        | Пётр Святой Валентин Абаулин                                                                 | --------                                             | 19 участников                                |
| 18 + доп. матч | 1957/58 | Харьков + Полтава       | Зиновий Цирик Борис Блиндер                          | --------                                                                                     | Дмитрий Коськов                                      | 18 участников                                |
| 19 + доп.матч  | 1959    | Минск + Орехово-Зуево   | Зиновий Цирик                                        | Борис Блиндер                                                                                | Вячеслав Щёголев                                     | 17 участников                                |
| 20 + доп. матч | 1960    | Тула + Киев             | Зиновий Цирик Аркадий Плакхин                        | --------                                                                                     | Вениамин Городецкий                                  | 17 участников                                |
| 21             | 1961    | Таганрог                | Вениамин Городецкий                                  | Валентин Абаулин                                                                             | Теодор Шмульян                                       | швейцарская система 32 участника             |
| 22 + доп. матч | 1962    | Харьков + Орехово-Зуево | Валентин Абаулин                                     | Вениамин Городецкий                                                                          | Аркадий Плакхин                                      | 16 участников                                |
| 23             | 1963    | Лиепая                  | Аркадий Плакхин                                      | Владимир Голосуев                                                                            | Валентин Абаулин                                     | 21 участник                                  |
| 24             | 1964    | Смоленск                | Зиновий Цирик                                        | Валентин Абаулин Виктор Петров Виктор Литвинович                                             | -------                                              | 20 участников                                |
| 25             | 1965    | Лиепая                  | Виктор Литвинович                                    | Валентин Абаулин                                                                             | Николай Абациев                                      | 19 участников                                |
| 26             | 1966    | Грозный                 | Виталий Габриелян                                    | Юрий Арустамов                                                                               | Виктор Литвинович                                    | 19 участников                                |
| 27             | 1967    | Алма-Ата                | Виктор Литвинович                                    | Николай Абациев                                                                              | Аркадий Плакхин                                      | 18 участников                                |
| 28             | 1968    | Баку                    | Николай Абациев                                      | Виталий Габриелян                                                                            | Евгений Тюнев Николай Кононов                        | 18 участников                                |
| 29             | 1969    | Кишинёв                 | Виталий Габриелян                                    | Николай Абациев                                                                              | Юрий Арустамов                                       | 10 участников                                |
| 30             | 1970    | Лиепая                  | Юрий Арустамов                                       | Владимир Вигман                                                                              | Виталий Габриелян Эдуард Цукерник                    | 19 участников                                |
| 31             | 1971    | Поти                    | Виктор Литвинович                                    | Виталий Габриелян                                                                            | Виктор Чечиков                                       | 19 участников                                |
| 32             | 1972    | Оренбург                | Юрий Кустарёв Павел Миловидов Аркадий Плакхин        | --------                                                                                     | --------                                             | 19 участников                                |
| 33             | 1973    | Ворошиловград           | Виталий Габриелян                                    | Эдуард Цукерник                                                                              | Николай Абациев                                      | швейцарская система 50 участников            |
| 34             | 1974    | Калининград             | Аркадий Плакхин                                      | Маркиэл Фазылов                                                                              | Евгений Куклеев                                      | 18 участников                                |
| 35             | 1975    | Симферополь             | Эльшад Мурсалов Борис Симонян                        | --------                                                                                     | Юрий Арустамов                                       | 16 участников                                |
| 36             | 1976    | Ялта                    | Владимир Вигман                                      | Айвар Войцещук                                                                               | Эльшад Мурсалов                                      | 16 участников                                |
| 37             | 1977    | Бендеры                 | Владимир Вигман Виталий Габриелян                    | --------                                                                                     | Александр Кандауров                                  | 16 участников                                |
| 38             | 1978    | Вильнюс                 | Владимир Вигман                                      | Виталий Габриелян                                                                            | Михаил Рахунов                                       | 18 участников                                |
| 39             | 1979    | Баку                    | Виктор Литвинович                                    | Михаил Рахунов                                                                               | Алексей Устинов                                      | 18 участников                                |
| 40             | 1980    | Гродно                  | Михаил Рахунов Маркиэл Фазылов                       | --------                                                                                     | Виктор Литвинович                                    | 18 участников                                |
| 41             | 1981    | Киев                    | Маркиэл Фазылов                                      | Борис Симонян                                                                                | Виктор Литвинович                                    | 18 участников                                |
| 42             | 1982    | Кишинёв                 | Александр Кандауров                                  | Левон Саядян                                                                                 | Виталий Габриелян                                    | 18 участников                                |
| 43             | 1983    | Таллин                  | Левон Саядян                                         | Виталий Габриелян                                                                            | Аркадий Плакхин                                      | 18 участников                                |
| 44             | 1984    | Москва                  | Александр Шварцман                                   | Михаил Рахунов                                                                               | Николай Абациев                                      | 1-й этап 24 участника 2-й этап 24 участника  |
| 45             | 1985    | Ташкент                 | Сергей Овечкин Арунас Норвайшас                      | --------                                                                                     | Виталий Габриелян                                    | 1-й этап 24 участника 2-й этап 24 участника  |
| 46             | 1986    | Таллин                  | Александр Шварцман                                   | Виталий Габриелян                                                                            | Александр Кандауров                                  | 1-й этап 32 участника 2-й этап 10 участников |
| 47             | 1987    | Самарканд               | Александр Кандауров                                  | Алексей Константинов                                                                         | Арунас Норвайшас                                     | 1-й этап 32 участника 2-й этап 10 участников |
| 48             | 1988    | Баку                    | Михаил Рахунов Николай Абациев                       | --------                                                                                     | Арунас Норвайшас                                     | 1-й этап 32 участника 2-й этап 10 участников |
| 49             | 1989    | Пинск                   | Александр Кандауров Андрей Иванов                    | --------                                                                                     | Михаил Рахунов                                       | 1-й этап 34 участника 2-й этап 10 участников |
| 50             | 1990    | Мариуполь               | Маркиэл Фазылов Юрий Королёв                         | --------                                                                                     | Ион Доска                                            | 1-й этап 34 участника 2-й этап 10 участников |
| 51             | 1991    | Кишинёв                 | Ион Доска Александр Кандауров                        | --------                                                                                     | Юрий Королёв                                         | 2-й этап 10 участников                       |